# Kinosternon leucostomum
Kinosternon leucostomum är en sköldpaddsart som beskrevs av Duméril, Bibron och Duméril 1851. Kinosternon leucostomum ingår i släktet Kinosternon, och familjen slamsköldpaddor.
Vissa källor anger Kinosternon spurrelli som synonym till denna art.

## Underarter
Arten delas in i följande underarter:
- K. l. leucostomum
- K. l. postinguinale, finns i Sydamerika (Nicaragua, Costa Rica, Panama, Colombia, Ecuador, Peru).[4]

## Utbredning
Artens finns vild från södra Nordamerika till norra Sydamerika i Mexiko (Veracruz, Oaxaca, Tabasco, Chiapas, Yucatan), Belize, Guatemala, El Salvador, Honduras, Nicaragua, Costa Rica, Panama, Colombia, Ecuador och Peru.